# Osowo (powiat słupski)
Osowo (kaszb. Òsowò, niem. Wussow) – wieś w Polsce położona w województwie pomorskim, w powiecie słupskim, w gminie Kępice.
W latach 1975–1998 miejscowość należała administracyjnie do województwa słupskiego.
Na kierunku południowo-wschodnim od Osowa przebiega drodze wojewódzkiej 208 .

## Zabytki
- kościół z XVIII w. z wieżą z czterospadowym hełmem przechodzącym w latarenkę z iglicą. W wyposażeniu gotycka chrzcielnica, barokowe ołtarze, ambona i ława kolatorska oraz żeliwny piecyk[4].

Inne miejscowości o nazwie Osowo: Osowo, Osowo Leśne, Osowo Lęborskie, Osów